# Convocazioni alla Coppa panamericana femminile di pallavolo 2012
Elenco delle giocatrici convocate per la Coppa panamericana 2012.

## Argentina
| N° | Nome               | Ruolo | Data di nascita   | Squadra           |
| -- | ------------------ | ----- | ----------------- | ----------------- |
| -  | Horacio Bastit     | All   | -                 | -                 |
| 1  | Lucía Gaido        | L     | 19 gennaio 1988   | Lokomotiv Baku    |
| 2  | Josefina Fernández | S     | 17 agosto 1991    | Gimnasia La Plata |
| 5  | Lucía Fresco       | O     | 14 maggio 1991    | Potsdam           |
| 8  | Tatiana Rizzo      | L     | 30 dicembre 1986  | Banco Nación      |
| 10 | Emilce Sosa        | C     | 1º settembre 1987 | CSM Bucarest      |
| 11 | Georgina Pinedo    | S     | 30 maggio 1981    | İqtisadçı         |
| 13 | Leticia Boscacci   | O     | 8 novembre 1985   | Soverato          |
| 14 | Florencia Carlotto | C     | 14 ottobre 1988   | Banco Nación      |
| 16 | Florencia Busquets | C     | 27 giugno 1989    | River Plate       |
| 17 | Antonela Curatola  | P     | 23 ottobre 1991   | Haro              |
| 18 | Yael Castiglione   | P     | 27 settembre 1985 | Hainaut           |
| 19 | Mariangeles Cossar | C     | 7 aprile 1990     | Boca Juniors      |

## Brasile
| N° | Nome               | Ruolo | Data di nascita   | Squadra        |
| -- | ------------------ | ----- | ----------------- | -------------- |
| -  | Claudio Pinheiro   | All   | -                 | -              |
| 1  | Juliana Nogueira   | O     | 4 agosto 1988     | Rio de Janeiro |
| 2  | Letícia Hage       | C     | 9 settembre 1990  | Praia Clube    |
| 4  | Cláudia da Silva   | P     | 21 settembre 1987 | Minas          |
| 5  | Samara de Almeida  | S     | 16 luglio 1992    | Osasco         |
| 7  | Priscila Daroit    | S     | 8 ottobre 1988    | Mackenzie      |
| 8  | Gabriela Guimarães | S     | 19 maggio 1994    | Mackenzie      |
| 9  | Andressa Picussa   | C     | 22 luglio 1989    | GRER           |
| 11 | Joyce da Silva     | O     | 13 giugno 1984    | GRER           |
| 12 | Suelen Pinto       | L     | 4 ottobre 1987    | Minas          |
| 14 | Natasha Farinea    | C     | 8 febbraio 1986   | São Caetano    |
| 15 | Ana Takagui        | P     | 26 ottobre 1987   | GRER           |

## Canada
| N° | Nome                     | Ruolo | Data di nascita   | Squadra               |
| -- | ------------------------ | ----- | ----------------- | --------------------- |
| -  | Ludwig Arnd              | All   | -                 | -                     |
| 1  | Janie Guimont            | L     | 11 aprile 1984    | Universitatea Craiova |
| 3  | Brittney Page            | S     | 4 febbraio 1984   | Sollentuna            |
| 7  | Marie-Pier Murray-Méthot | S     | 23 marzo 1986     | Val-de-Travers        |
| 8  | Jaimie Thibeault         | C     | 23 settembre 1989 | Canada                |
| 9  | Sarah Pavan              | O     | 16 agosto 1986    | Villa Cortese         |
| 11 | Jaclyn Ellis             | P     | 21 gennaio 1990   | Alberta               |
| 15 | Alicia Perrin            | C     | 1º giugno 1992    | Trinity Western       |
| 17 | Kelci French             | P     | 28 gennaio 1990   | Trinity Western       |
| 18 | Shanice Marcelle         | S     | 28 maggio 1990    | British Columbia      |
| 20 | Lisa Barclay             | S     | 7 giugno 1992     | British Columbia      |
| 22 | Rebecca Pavan            | C     | 17 aprile 1990    | Kentucky              |
| 25 | Jennifer Cross           | C     | 4 luglio 1992     | Michigan              |

## Colombia
| N° | Nome                  | Ruolo | Data di nascita   | Squadra         |
| -- | --------------------- | ----- | ----------------- | --------------- |
| -  | Mauro Marasciulo      | All   | 21 agosto 1962    | -               |
| 2  | Yeisy Soto            | C     | 4 luglio 1996     | Bolívar         |
| 3  | Manuela Vargas        | P     | 13 settembre 1996 | Antioquia       |
| 4  | Margarita Martínez    | S     | 19 maggio 1995    | Valle del Cauca |
| 5  | Oriana Guerrero       | S     | 5 maggio 1994     | Bolívar         |
| 6  | Lorena Zuleta         | C     | 16 gennaio 1981   | Antares         |
| 8  | Diana Arrechea        | O     | 14 settembre 1994 | Valle del Cauca |
| 9  | Andrea Estrada        | S     | 22 giugno 1995    | Bogotá          |
| 12 | Ivonne Montaño        | C     | 12 novembre 1995  | Valle del Cauca |
| 13 | Camila Gómez          | L     | 6 luglio 1995     | Valle del Cauca |
| 14 | Melissa Rangel        | C     | 16 ottobre 1994   | Bolívar         |
| 15 | María Alejandra Marín | P     | 4 novembre 1995   | Bolívar         |
| 18 | Amanda Coneo          | S     | 20 dicembre 1996  | Bolívar         |

## Costa Rica
| N° | Nome               | Ruolo | Data di nascita   | Squadra       |
| -- | ------------------ | ----- | ----------------- | ------------- |
| -  | Xavier Perales     | All   | -                 | -             |
| 1  | Evelyn Sibaja      | S     | 5 febbraio 1993   | Santa Bárbara |
| 2  | Catalina Fernández | C     | 12 dicembre 1986  | San José      |
| 5  | Karen Cope         | O     | 6 novembre 1985   | San José      |
| 6  | Ángela Willis      | S     | 26 gennaio 1977   | Santa Bárbara |
| 7  | Mariela Quesada    | S     | 8 luglio 1987     | Santa Bárbara |
| 8  | Susana Chávez      | P     | 24 novembre 1986  | San José      |
| 9  | Verania Willis     | S     | 23 settembre 1979 | Santa Bárbara |
| 10 | Paola Ramírez      | O     | 23 febbraio 1987  | Goicoechea    |
| 12 | Kiara Jiménez      | C     | 23 marzo 1992     | Goicoechea    |
| 14 | Irene Fonseca      | P     | 10 ottobre 1985   | Goicoechea    |
| 15 | Marcela Araya      | L     | 24 settembre 1992 | San José      |
| 16 | Mijal Hines        | C     | 15 dicembre 1993  | Goicoechea    |

## Cuba
| N° | Nome              | Ruolo | Data di nascita  | Squadra          |
| -- | ----------------- | ----- | ---------------- | ---------------- |
| -  | Juan Carlos Gala  | All   | -                | -                |
| 1  | Wilma Salas       | S     | 9 marzo 1991     | Santiago de Cuba |
| 2  | Yanelis Santos    | P/O   | 30 marzo 1986    | Ciego de Ávila   |
| 3  | Alena Rojas       | C     | 9 agosto 1992    | Ciudad Habana    |
| 4  | Yoana Palacio     | C     | 6 ottobre 1990   | Ciudad Habana    |
| 6  | Daimara Lescay    | C     | 5 settembre 1992 | Guantánamo       |
| 8  | Emily Borrel      | L     | 19 febbraio 1992 | Villa Clara      |
| 10 | Ana Cleger        | P/O   | 27 novembre 1989 | Santiago de Cuba |
| 11 | Liannes Castañeda | C     | 18 ottobre 1986  | Guantánamo       |
| 13 | Rosanna Giel      | C     | 10 giugno 1992   | Ciego de Ávila   |
| 15 | Yusidey Silié     | P/O   | 11 novembre 1984 | Ciudad Habana    |
| 17 | Gyselle Silva     | C     | 29 ottobre 1991  | Santiago de Cuba |
| 18 | Sulian Matienzo   | S     | 14 dicembre 1994 | Ciudad Habana    |

## Messico
| N° | Nome               | Ruolo | Data di nascita   | Squadra         |
| -- | ------------------ | ----- | ----------------- | --------------- |
| -  | Vachino Estanislau | All   | -                 | -               |
| 1  | Karla Sainz        | C     | 22 luglio 1993    | Baja California |
| 2  | Lizbeth Sainz      | O     | 14 dicembre 1995  | Baja California |
| 3  | Johana Pérez       | C     | 13 febbraio 1994  | IPN             |
| 4  | Ivone Martínez     | P     | 2 marzo 1997      | Baja California |
| 6  | Jocelyn Urías      | C     | 16 febbraio 1996  | Baja California |
| 8  | Alejandra Isiordia | S     | 17 aprile 1994    | Baja California |
| 11 | Itzel Gaytán       | L     | 21 ottobre 1992   | Chihuahua       |
| 12 | María Celedon      | S     | 9 agosto 1994     | Baja California |
| 13 | Olivia Meza        | O     | 14 marzo 1991     | Sinaloa         |
| 14 | Claudia Ríos       | S     | 22 settembre 1992 | Tamaulipas      |
| 15 | Maura Martínez     | S     | 22 aprile 1993    | Tamaulipas      |
| 16 | Valeria González   | C     | 27 marzo 1994     | Nuevo León      |

## Perù
| N° | Nome               | Ruolo | Data di nascita   | Squadra           |
| -- | ------------------ | ----- | ----------------- | ----------------- |
| -  | Edwin Jiménez      | All   | -                 | -                 |
| 1  | Angélica Aquino    | S     | 10 agosto 1990    | Divino Maestro    |
| 2  | Mirtha Uribe       | C     | 12 marzo 1985     | Alianza Lima      |
| 3  | Brenda Uribe       | O     | 11 dicembre 1993  | Alianza Lima      |
| 5  | Vanessa Palacios   | L     | 3 luglio 1984     | Divino Maestro    |
| 6  | Alexandra Muñoz    | P     | 16 agosto 1992    | Divino Maestro    |
| 9  | Raffaella Camet    | O     | 14 settembre 1992 | Sporting Cristal  |
| 11 | Clarivett Yllescas | C     | 11 agosto 1993    | Divino Maestro    |
| 12 | Carla Rueda        | S     | 19 aprile 1990    | Deportivo Géminis |
| 13 | Ginna López        | C     | 28 maggio 1994    | Alianza Lima      |
| 14 | Elena Keldibekova  | P     | 23 giugno 1974    | Regatas Lima      |
| 15 | Karla Ortiz        | S     | 20 ottobre 1991   | Divino Maestro    |
| 18 | Ángela Leyva       | S     | 22 novembre 1996  | San Martín        |

## Porto Rico
| N° | Nome               | Ruolo | Data di nascita   | Squadra              |
| -- | ------------------ | ----- | ----------------- | -------------------- |
| -  | David Alemán       | All   | -                 | -                    |
| 2  | Shara Venegas      | L     | 18 settembre 1992 | Pinkin de Corozal    |
| 6  | Yarimar Rosa       | S     | 20 giugno 1988    | Indias de Mayagüez   |
| 7  | Stephanie Enright  | S     | 15 dicembre 1990  | Criollas de Caguas   |
| 10 | Génesis Collazo    | O     | 4 ottobre 1992    | Pinkin de Corozal    |
| 12 | Michelle Nogueras  | P     | 5 dicembre 1988   | Criollas de Caguas   |
| 14 | Natalia Valentín   | P     | 12 settembre 1989 | Leonas de Ponce      |
| 15 | Daly Santana       | S     | 19 febbraio 1995  | Llaneras de Toa Baja |
| 18 | Jetzabel Del Valle | C     | 19 dicembre 1979  | Indias de Mayagüez   |
| 19 | Amanda Vázquez     | C     | 30 marzo 1984     | Indias de Mayagüez   |
| 20 | Jennifer Quesada   | C     | 22 febbraio 1992  | Vaqueras de Bayamón  |
| 23 | Pilar Victoriá     | S     | 11 ottobre 1995   | Colegio Notre Dame   |
| 25 | Kanisha Jiménez    | O     | 28 novembre 1995  | Discípulos de Cristo |

## Rep. Dominicana
| N° | Nome                | Ruolo | Data di nascita   | Squadra            |
| -- | ------------------- | ----- | ----------------- | ------------------ |
| -  | Marcos Kwiek        | All   | -                 | -                  |
| 1  | Annerys Vargas      | C     | 7 agosto 1981     | Criollas de Caguas |
| 3  | Lisvel Eve          | C     | 10 settembre 1991 | Criollas de Caguas |
| 5  | Brenda Castillo     | L     | 5 giugno 1992     | Rep. Dominicana    |
| 7  | Niverka Marte       | P     | 19 ottobre 1990   | Mirador            |
| 8  | Cándida Arias       | C     | 11 marzo 1992     | San Martín         |
| 9  | Sidarka Nuñez       | O     | 26 giugno 1984    | Club Malanga       |
| 12 | Karla Echenique     | P     | 16 maggio 1986    | Budowlani Łódź     |
| 13 | Cindy Rondón        | C     | 12 novembre 1987  | Mirador            |
| 14 | Prisilla Rivera     | S     | 29 dicembre 1984  | İqtisadçı          |
| 17 | Gina Mambrú         | O     | 21 gennaio 1986   | Distrito Nacional  |
| 18 | Bethania de la Cruz | S     | 13 maggio 1987    | Denso Airybees     |
| 20 | Brayelin Martínez   | S     | 11 settembre 1996 | Mirador            |

## Stati Uniti
| N° | Nome              | Ruolo | Data di nascita  | Squadra          |
| -- | ----------------- | ----- | ---------------- | ---------------- |
| -  | Sunahara Reed     | All   | -                | -                |
| 1  | Alisha Glass      | P     | 4 aprile 1988    | Atom Trefl Sopot |
| 5  | Stacy Sykora      | L     | 24 giugno 1977   | GRER             |
| 6  | Kayla Banwarth    | L     | 21 gennaio 1989  | Schwechat Post   |
| 9  | Jennifer Joines   | C     | 23 novembre 1982 | Azərreyl         |
| 11 | Lauren Paolini    | C     | 22 agosto 1987   | Crema            |
| 12 | Nancy Meendering  | O     | 18 novembre 1978 | Lokomotiv Baku   |
| 14 | Nicole Fawcett    | O     | 16 dicembre 1986 | Guangdong Hengda |
| 15 | Cassidy Lichtman  | S     | 25 maggio 1989   | BKS              |
| 17 | Carli Lloyd       | P     | 6 agosto 1989    | Busto Arsizio    |
| 19 | Keao Burdine      | S     | 2 gennaio 1983   | Tjumen           |
| 24 | Kristin Richards  | S     | 30 giugno 1985   | River            |
| 25 | Lauren Gibbemeyer | C     | 8 settembre 1988 | Toyota Queenseis |

## Trinidad e Tobago
| N° | Nome                  | Ruolo | Data di nascita   | Squadra       |
| -- | --------------------- | ----- | ----------------- | ------------- |
| -  | Francisco Cruz        | All   | -                 | -             |
| 1  | Andrea Kinsale        | S     | 24 dicembre 1989  | Technocrats   |
| 2  | Jalicia Ross          | C     | 26 luglio 1984    | Glamorgan     |
| 3  | Channon Thompson      | S     | 29 marzo 1994     | AZS Białystok |
| 4  | Kelly-Anne Billingy   | S     | 15 maggio 1986    | UGSÉ Nantes   |
| 6  | Sinead Jack           | C     | 8 novembre 1993   | AZS Białystok |
| 8  | Darlene Ramdin        | C     | 5 agosto 1989     | Glamorgan     |
| 9  | Rheeza Grant          | S     | 10 agosto 1986    | UTT           |
| 10 | Courtnee-Mae Clifford | L     | 6 luglio 1990     | UTT           |
| 12 | Renele Forde          | P     | 6 agosto 1990     | Big Sepos     |
| 14 | Delana Mitchell       | S     | 23 settembre 1987 | UTT           |
| 16 | Krystle Esdelle       | O     | 1º agosto 1984    | Schweriner    |
| 17 | Abigail Gloud         | C     | 15 luglio 1987    | UTT           |